# Geranium deltoideum
Geranium deltoideum är en näveväxtart som först beskrevs av Per Axel Rydberg, Lena Lenda Tracy Hanks, Small in Underw. och Britton (eds.. Geranium deltoideum ingår i släktet nävor, och familjen näveväxter. Inga underarter finns listade i Catalogue of Life.